# Abraliopsis morisi
Espèce
Statut de conservation UICN

 LC  : Préoccupation mineure
Abraliopsis morisi est une espèce de calmar de la famille des énoploteuthidés.
L'espèce est présente dans les régions tropicales de l'océan Atlantique. Les mâles sont matures à 120-130 jours, les femelles à 150-160 jours.